# Varda
Varda je naselje v Občini Sveti Jurij v Slovenskih goricah.
Varda je manjše razloženo naselje med Jurovskim Dolom in Zgornjim Partinjem. Večji del naselja sestavljajo majhni zaselki na krčevinah, med njimi je znana Jurovska cesta, ki povezuje Lenart in Jurovski Dol. Nekoč tipična vinogradniška pokrajina se danes spreminja in kaže novo podobo, opaziti je namreč številne novogradnje, ki oživljajo naselje.